# Christine Lagarde
Christine Madeleine Odette Lagarde (Paris, 1 de janeiro de 1956) é uma advogada e política francesa filiada ao partido Os Republicanos. Exerce as funções de Presidente do Banco Central Europeu desde novembro de 2019. Antes desta nomeação, foi Presidente e Directora-Geral do Fundo Monetário Internacional (FMI), entre Julho de 2011 e Novembro de 2019.
Lagarde foi a primeira mulher a presidir a grande firma de advocacia internacional Baker & McKenzie, entre 1999 e 2004. Foi Ministra das Economia, Finanças, e Emprego no governo do primeiro-ministro François Fillon desde 19 de junho de 2007 até 29 de junho de 2011. Anteriormente, havia sido Ministra da Agricultura e Pescas durante um mês entre maio-junho de 2007 no governo de François Fillon, e Ministra do Comércio Exterior entre 2005-2007 no governo de Dominique de Villepin. No governo, ela implementou reformas económicas liberais, tais como a liberalização do mercado de trabalho, a redução do imposto sucessório e um plano de austeridade para os serviços públicos.
Apesar de não ter formação acadêmica em Economia, Christine Lagarde apresentou em 25 de maio de 2011 a sua candidatura à direção do FMI, na sequência do afastamento de Dominique Strauss-Kahn, cujo efeito garantiu a eleição anunciada no dia 28 de junho de 2011, garantindo o posto de primeira mulher no comando do Fundo.
Em dezembro de 2016, um tribunal francês considerou-a culpada de negligência relacionada com o seu papel na arbitragem de Bernard Tapie, mas não aplicou qualquer sanção. Em 2018 e 2020, a Forbes classificou-a como sua número três na lista das 100 Mulheres Mais Poderosas do Mundo. Foi-lhe atribuída a insígnia de Comandante da Ordem Nacional de Mérito por Emmanuel Macron em Fevereiro de 2022. De acordo com a imprensa francesa, Nicolas Sarkozy sugeriu a Emmanuel Macron que ela se tornasse seu primeiro-ministro se fosse reeleito nas eleições presidenciais francesas de 2022.

## Biografia
Christine Lagarde nasceu em 1956 no 9º arrondissement de Paris. Seu pai, Robert Lallouette, foi um professor de Inglês na Faculdade de Rouen, e sua mãe Nicole também era  professora. Christine Lagarde cresceu em Le Havre, na Normandia, juntamente com dois irmãos e a sua mãe.
Após graduar-se em 1974 no Liceu Claude Monet em Le Havre, recebeu uma bolsa de estudo e ingressou na Holton Arms School em Bethesda, Maryland, onde completou uma licenciatura em Inglês. De regresso a França, Christine Lagarde formou-se no Institut d'Études Politiques d'Aix-en-Provence em Direito Social e frequentou a Universidade de Paris X - Nanterre (ou Sciences Po Paris) preparando-se para a candidatura de admissão à ENA. Lagarde foi reprovada duas vezes no vestibular e acabou por receber um mestrado em Inglês, um mestrado em Direito comercial e um diploma em Direito do trabalho pela Universidade de Paris X - Nanterre.
Christine Lagarde é divorciada e tem dois filhos, Pierre-Henri Lagarde (nascido em 1986) e Thomas Lagarde (nascido em 1988). Seu companheiro é o empresário Xavier Giocanti de Marselha. Ela é vegetariana e nunca bebe álcool. Suas paixões são yoga, mergulho, e natação.

## Carreira
Christine Lagarde ingressou na empresa Baker & McKenzie de Chicago em 1981, tornando-se advogada associada adjunta em 1991, membro do Comité Executivo em 1995, Presidente da Comissão Executiva entre 1999-2004 e membro do Comité de Estratégia Global desde 2004. Posteriormente, trabalhou como advogada no Tribunal de apelação de Paris antes de ser nomeada ministra primeira vez em 2005.
Entre 2003 e 2005, Lagarde foi também conselheira de duas filiais da empresa-mãe Baker & McKenzie,  sediadas em  paraísos fiscais, uma nas Bermudas, outra em Singapura. Aquando do escândalo dos Panama Papers, C.Lagarde, que era  então líder do FMI, criticou duramente os subterfúgios das multinacionais para fugirem ao pagamento de impostos: “A evasão fiscal provoca uma maior dívida pública e menor investimento em educação, saúde e outros serviços”.

### Media
Lagarde foi entrevistado no documentário Inside Job (2010), que mais tarde ganhou o Oscar de Melhor Documentário.
A revista de moda americana Vogue traçou o perfil de Lagarde em setembro de 2011.
Lagarde foi retratado por Laila Robins no filme para televisão da HBO, Too Big to Fail (2011), baseado no popular livro de não ficção de mesmo nome do jornalista do The New York Times, Andrew Ross Sorkin.
Meryl Streep baseou partes da aparição de Miranda Priestly no longa-metragem O Diabo Veste Prada (2006) em Lagarde, citando sua "elegância e autoridade inatacáveis".
Lagarde apresentou a Palestra Richard Dimbleby de 2014, intitulada "Um Novo Multilateralismo para o Século 21".

## Controvérsias
Numa entrevista em maio de 2012, Lagarde foi interrogada  sobre a Grécia atingida pela crise, dando uma resposta pouco simpática. Referiu-se à evasão fiscal grega e concordou com a sugestão do entrevistador de que os gregos "se divertiram muito", mas agora "está na hora de pagar". Os seus comentários provocaram reações imediatas: o vice-primeiro-ministro da Grécia, Evangelos Venizelos, disse que ela "insultou o povo grego", enquanto o primeiro-ministro  Alexis Tsipras, declarou: "Não precisamos da sua compaixão". Às suas acusações de que os gregos não pagavam os seus impostos em número suficiente, respondeu o Professor Emérito John Weeks, da Universidade de Londres, comentando a fraca autoridade moral  de C.Lagarde, que, como diretora do FMI, recebia em 2012 um salário anual livre de impostos de 380 mil euros, mais regalias - um salário superior ao do Presidente dos Estados Unidos da América. Não pagar impostos é a norma para a maioria dos funcionários das Nações Unidas, abrangidos por uma convenção sobre relações diplomáticas assinada pela maioria das nações; Lagarde diz que não gosta de pagar impostos.
A 3 de Agosto de 2011, um tribunal francês ordenou uma investigação sobre o papel de Lagarde numa arbitragem de 403 milhões de euros a favor do empresário Bernard Tapie. A 20 de Março de 2013, o apartamento de Lagarde em Paris foi revistado pela polícia francesa como parte da investigação. De acordo com um relatório de imprensa de Junho de 2013, Lagarde foi descrito por Stéphane Richard, o CEO da France Télécom (antigo colaborador de Lagarde quando era Ministro das Finanças), ele próprio sob investigação no caso, como tendo sido plenamente informado antes de aprovar o processo de arbitragem que beneficiou Bernard Tapie. Em 2013, a imprensa revelou uma carta apreendida pelos investigadores durante uma busca na casa de Christine Lagarde em Paris, na qual ela parece submeter-se aos interesses de Bernard Tapie: "Usem-me durante o tempo que vos convier e que se adequar à vossa acção e ao vosso casting. (...) Se me usam, preciso de vocês como guia e como apoio: sem um guia, arrisco-me a ser ineficaz, sem um apoio arrisco-me a ter pouca credibilidade. Com a minha imensa admiração. Christine L." Em 17 de Dezembro de 2015, a CJR ordenou que Lagarde fosse julgada perante ela por alegada negligência na gestão da aprovação da arbitragem Tapie. Em dezembro de 2016, o tribunal declarou Lagarde culpada de negligência, mas recusou impor uma sanção.